# Kristen Holden-Ried
Kristen Holden-Ried (Pickering, 1º agosto 1973) è un attore canadese.

## Carriera
Da ragazzo, praticò diversi sport tra i quali nuoto ed equitazione; al momento di scegliere dove proseguire gli studi, optò per l'Università Concordia di Montreal per potersi allenare con la squadra nazionale canadese di scherma. Divenuto membro della squadra nazionale di pentathlon, vinse due medaglie d'argento in questa categoria ai campionati panamericani e campionati panpacifici. La partecipazione alle competizioni in Europa, lo portò ad indebitarsi e, anche per far fronte a tali spese, fece un provino per un ruolo in cui era richiesto che l'attore sapesse andare a cavallo e maneggiare una spada. Fu così selezionato per il film TV Young Ivanhoe (1995), diretto da Ralph L. Thomas, nel quale interpretò il ruolo del protagonista, Ivanhoe.
Nel 2007, ha interpretato il personaggio di William Compton nei primi sette episodi della serie televisiva I Tudors; dal 2010 al 2015, Dyson nella serie Lost Girl. Nel 2012 ha interpretato Quint Lane nel film Underworld - Il risveglio, mentre l-anno seguente ha doppiato Captain Canuck nell'omonima webserie animata. Nel videogioco Assassin's Creed: Syndicate ha doppiato il principale antagonsita, Crawford Starrick, nella versione in lingua originale.

## Filmografia parziale

### Cinema
- Gossip, regia di Davis Guggenheim (2000)
- K-19, regia di Kathryn Bigelow (2002)
- Scandalo a Londra (Touch of Pink), regia di Ian Iqbal Rashid (2004)
- Emotional Arithmetic, regia di Paolo Barzman (2007)
- Underworld - Il risveglio (Underworld: Awakening), regia di Måns Mårlind e Björn Stein (2012)
- Dark Web: Cicada 3301, regia di Alan Ritchson (2021)

### Televisione
- Young Ivanhoe, regia di Ralph L. Thomas (1995)
- Degrassi: The Next Generation - serie TV, 8 episodi (2001-2004)
- Paradise Falls - serie TV, 13 episodi (2001)
- I Tudors - serie TV, 7 episodi (2007)
- M.V.P. - serie TV, 4 episodi (2008)
- Santa Baby - Natale in pericolo (Santa Baby 2: Christmas Maybe), regia di Ron Underwood (2009)
- Lost Girl - serie TV, 77 episodi (2010-2015)
- Ben-Hur, regia di Steve Shill (2010)
- The Listener - serie TV, 15 episodi (2011-2014)
- Vikings - serie TV, 11 episodi (2017-2019)
- Cardinal - serie TV, 6 episodi (2018)
- Arrow - serie TV, 2 episodi (2017)
- The Expanse - serie TV, 4 episodi (2019)
- The Umbrella Academy - serie TV, 10 episodi (2020-2024)
- Departure - serie TV, 17 episodi (2020-2023)
- Hudson & Rex - serie TV, 2 episodi (2023)
- The Way Home - serie TV, 10 episodi (2024-2025)

## Doppiatori italiani
Nelle versioni in italiano delle opere in cui ha recitato, Kristen Holden-Ried è stato doppiato da:
- Vittorio De Angelis in Scandalo a Londra
- Marco Baroni ne I Tudor
- Roberto Draghetti in Underworld: il risveglio
- Francesco Cataldo in Vikings
- Riccardo Scarafoni in Departure